# Football Club des Girondins de Bordeaux 1984-1985
Questa voce raccoglie le informazioni riguardanti il Football Club des Girondins de Bordeaux nelle competizioni ufficiali della stagione 1984-1985.

## Stagione

Il capitano Alain Giresse con Michel Platini, durante la semifinale di Coppa dei Campioni contro la.

In campionato il Bordeaux difese il proprio titolo lottando contro il Nantes: inizialmente in testa alla classifica, i girondini subirono una flessione che premise ai rivali di prendere il largo, per poi rimontare con l'inizio dell'anno nuovo e riprendere il comando vincendo lo scontro diretto del 26 gennaio. Nelle giornate restanti il Bordeaux aumentò il vantaggio sui Canarini, confermando il titolo con due gare di anticipo.
Eliminato dal Lilla ai sedicesimi di finale di Coppa di Francia, il Bordeaux esordì in Coppa dei Campioni giungendo fino alle semifinali: eliminato l'Athletic Bilbao grazie a una vittoria interna per 3-2, la Dinamo Bucarest con un gol del capocannoniere stagionale Lacombe ai termpi supplementari e il Dnepr ai tiri di rigore, i girondini persero per 3-0 la semifinale di andata contro la Juventus, riuscendo a segnare solo due reti al ritorno.

## Maglie
Lo sponsor tecnico per la stagione 1984-1985 è Adidas, mentre lo sponsor ufficiale è Malardeau per il campionato e RTL per la Coppa di Francia.
| Manica sinistra · Manica sinistra · Maglietta · Maglietta · Manica destra · Manica destra · Pantaloncini · Pantaloncini · Calzettoni · Calzettoni |

## Rosa
| N. |                           | Ruolo | Calciatore                |
| -- | ------------------------- | ----- | ------------------------- |
|    | Francia (bandiera)        | P     | Christian Delachet        |
|    | Francia (bandiera)        | P     | Dominique Dropsy          |
|    | Francia (bandiera)        | D     | Patrick Battiston         |
|    | Francia (bandiera)        | D     | Laurent Lassagne          |
|    | Germania Ovest (bandiera) | D     | Gernot Rohr               |
|    | Francia (bandiera)        | D     | Léonard Specht            |
|    | Francia (bandiera)        | D     | Jean-Christophe Thouvenel |
|    | Francia (bandiera)        | C     | Antoine Martínez          |
|    | Francia (bandiera)        | C     | Denis Bourdoncle          |
|    | Portogallo (bandiera)     | C     | Fernando Chalana          |
|    | Francia (bandiera)        | C     | Bernard Gimenez           |

| N. |                           | Ruolo | Calciatore               |
| -- | ------------------------- | ----- | ------------------------ |
|    | Francia (bandiera)        | C     | René Girard              |
|    | Francia (bandiera)        | C     | Alain Giresse (capitano) |
|    | Francia (bandiera)        | C     | Bruno Lippini            |
|    | Francia (bandiera)        | C     | Joël Lopez               |
|    | Francia (bandiera)        | C     | Jean Tigana              |
|    | Francia (bandiera)        | C     | Thierry Tusseau          |
|    | Francia (bandiera)        | A     | Michel Audrain           |
|    | Marocco (bandiera)        | A     | Hassan Hanini            |
|    | Francia (bandiera)        | A     | Bernard Lacombe          |
|    | Germania Ovest (bandiera) | A     | Dieter Müller            |

## Risultati

### Coppa dei Campioni
| Arbitro: | Casarin |

|                                      |           |                              |
| Müller 29’ Battiston 61’ Lacombe 80’ | Marcatori | 31’ Endika 70’ Julio Salinas |

| Bilbao 3 ottobre 1984, ore 20:30 (CET) Sedicesimi di finale - Ritorno | Athletic Bilbao | 0 – 0 referto | Bordeaux | San Mamés (40 000 spett.)\| Arbitro: \| Ponnet \| |
| Arbitro:                                                              | Ponnet          |               |          |                                                   |

| Arbitro: | Wöhrer |

|            |           |  |
| Müller 35’ | Marcatori |  |

| Arbitro: | McGinlay |

|            |           |              |
| Dragnea 9’ | Marcatori | 113’ Lacombe |

| Arbitro: | Keizer |

|             |           |            |
| Lacombe 10’ | Marcatori | 75’ Lyutyi |

| Arbitro: | Tritschler |

|                                     |                      |                                          |
| Lysenko 2’                          | Marcatori            | 75’ Tusseau                              |
| Lytovčenko Lysenko Kuznecov Puchkov | Tiri di rigore 3 – 5 | Battiston Giresse Lacombe Specht Chalana |

| Arbitro: | Galler |

|                                     |           |  |
| Boniek 28’ Briaschi 68’ Platini 71’ | Marcatori |  |

| Arbitro: | Lamo Castillo |

|                          |           |  |
| Müller 24’ Battiston 80’ | Marcatori |  |